# شبراد
شبراد (الاسم العلمي: Halleria) جنس نباتات مُزهرة من فصيلة السطحائيات الجافة، وصفت من قبل عالم النباتات السويدي كارل لينيوس (Carl Linnaeus) في عام 1753. أعطانها الأصلية في شرق وجنوب أفريقيا ومدغشقر
وجنوب غرب السعودية.
يوجد من هذه النبتة 4 أنواع: 
- Halleria elliptica : في جنوب أفريقيا ومالاوي.
- Halleria ligustrifolia : في مدغشقر.
- Halleria lucida :. في جنوب أفريقيا، مالاوي، تنزانيا،أوغندا، جنوب غرب السعودية.[6]
- Halleria ovata : في جنوب أفريقيا.